# Арабу
Арабу — птица недобрых предзнаменований из шумерской мифологии, а также царство мёртвых.

## Описание
Арабу упоминается в древнешумерском тексте произведении «Энки и мировой порядок», как птица недобрых предзнаменований, или же вестник плохих новостей:

…Дева Инанна, что, что ещё дать нам тебе?
Битвы, набеги — ты оракулам вложишь на них ответ,
Ты среди них, не будучи птицей арабу, дашь неблагоприятный ответ…— "Энки и мировой порядок"
Одно из написаний слова «Арабу» выглядит как UD.NUN, также как одно из написаний города Адаб. Согласно исследованиям город могли назвать в честь птицы, или же название города появилось раньше чем придумали птицу. По большей части, принято считать UD.NUN словом с двумя значениями, но с идентичным написанием: в качестве названия птицы и названия города. У аккадцев же, Арабу, или Усабу, считалась съедобной птицей.
Арабу, или Дом Арабу, по некоторым исследованиям, является подземным царством, у вавилонцев.

## В художественной литературе
- Дом Эрейбу (англ. «The House of Arabu») — рассказ Роберта Говарда. Дом Арабу[4] — обиталище мёртвых и нечистой силы:

— Люди в городах не ведают о том, о чём не желают ведать. Довольно и того, что я об этом знаю, что знают заброшенные пустоши и старые развалины, камышовые топи, древние курганы и темные пещеры. Там нередко встретишь крылатых обитателей Дома Эрейбу…Она рассмеялась и с легкостью вырвалась. — Ты проделал путешествие в Дом Эрейбу и вернулся обратно.— "Дом Эрейбу", Роберт Говард
- Against the Tide of Years: A Novel of the Change; Автор - S. M. Stirling; Издатель - Penguin, 1999; ISBN 1101119047, 9781101119044